# Leonardo de Miranda Pereira
Leonardo de Miranda Pereira (* 31. Mai 1936 in Diamantina) ist ein brasilianischer Geistlicher und emeritierter römisch-katholischer Bischof von Paracatu.

## Leben
Leonardo de Miranda Pereira empfing am 8. Dezember 1959 die Priesterweihe.
Papst Johannes Paul II. ernannte ihn am 6. Mai 1986 zum Bischof von Paracatu. Die Bischofsweihe spendete ihm der Erzbischof von Diamantina, Geraldo Majela Reis, am 9. August desselben Jahres; Mitkonsekratoren waren die Serafím Fernandes de Araújo, Erzbischof von Belo Horizonte, und Antônio Felippe da Cunha SDN, Bischof von Guanhães. Als Wahlspruch wählte er In viam pacis.
Am 7. November 2012 nahm Papst Benedikt XVI. sein aus Altersgründen vorgebrachtes Rücktrittsgesuch an.